# Ron Korb
Ron Korb es un flautista, compositor, y productor discográfico canadiense. Es famoso gracias a su música culturalmente diversa y a su maestría sobre una gran gama de instrumentos de viento de varias partes del mundo. Su música incluye los géneros clásico, jazz, latinoamericano, asiático, celta, y del Medio Oriente. Gran parte de sus canciones consiste de música programática basada en temas que forman un álbum conceptual. 

## Educación
Ron Korb empezó sus estudios de flauta dulce en la escuela primaria para más tarde unirse a una banda irlandesa de pífano y tambor. Estudió en el Royal Conservatory of Music de Toronto, obteniendo una beca para estudiar flauta clásica en la Universidad de Toronto. Se graduó con una licenciatura en Interpretación Musical. Su principal maestro fue Douglas Stewart, y participó en clases magistrales con Robert Aitken, Raymond Guiot, Michel Debost en Asís y Severino Gazzelloni en Siena. En 1991 estudió la música de corte Imperial japonesa Gagaku, y las flautas de bambú shinobue y ryūteki con Akao Michiko del Japón. Desde entonces, Ron Korb ha viajado por todo el mundo coleccionando y estudiando flautas indígenas. Posee una colección que sobrepasa 200 flautas.

## Formación
Ron Korb ha grabado 30 álbumes bajo su nombre en 20 países con varias casas discográficas. También ha contruibuido en grabaciones para grandes artistas como Olivia Newton-John, Liona Boyd, Mychael Danna, Renaissance (banda), Jim McCarty, y la grabación Jornada Mundial de la Juventud para el Papa Juan Pablo II. Ha interpretado música de películas de cine y televisión, en El Festival de Cannes de adjudicación de los proyectos ganadores, e incluso en premios de películas nominadas al Oscar por directores como Ang Lee, Atom Egoyan, John Woo, y Mira Nair (la lista detallada IMDb se encuentra en Internet Movie Database). En el año 2001 fue codirector musical del Homenaje a Peter Gabriel, organizado por el Harbourfront Centre de Toronto. Entre los artistas que participaron se encontraban Peter Gabriel, Tia Carrere, Loreena McKennitt y Robert Lepage.

## Composición
Además de escribir las piezas instrumentales de sus propios discos, Ron Korb ha producido discos de oro y platino, distribuyendo canciones a los principales cantantes de Asia y ganando la mejor composición original en los premios RTHK (Radio Televisión de Hong Kong), el equivalente de los Grammy en Hong Kong. Su música para flauta es parte de los studios del Royal Conservatory of Music de Toronto, y el Australian Music Examinations Board.

## Giras de conciertos
Ron Korb ha tenido giras en los cinco continentes, en lugares tales como La Galería Freer de Arte y La Galería Arthur M. Sackler de la Institución Smithsonian en Washington D. C., el Festival de Glastonbury en Inglaterra, el Teatro Nacional de Panamá, El Festival Internacional de Música de Shanghái, y la Expo 2005 en Nagoya, Japón. Además, Ron Korb ofreció el acto de apertura de Cesária Évora y ha realizado giras con vocalista Dadawa de la China.

## Discografía
- 2018: World Café
- 2015: Asia Beauty[1]
- 2013: Europa[2]
- 2010: Oriental Angels vs Ron Korb DVD, China
- 2009: Once Upon A Time (chino:龍笛傳說)
- 2009: Dragon Heart(chino:龍の心)
- 2008: Native Earth (chino:聖靈大地)
- 2007: Ron Korb (chino:龙笛-当代第一魔笛)
- 2006: East West Road
- 2005: Rainforest Flute
- 2005: Seasons: Christmas Carols – with Donald Quan
- 2004: Ron Korb Live DVD
- 2004: Ron Korb Live CD
- 2004: Celtic Quest (chino:重返祕世界)
- 2003: The World Of Ron Korb
- 2000: Celtic Heartland (chino:心靈祕境)
- 1999: Mada Minu Tomo e
- 1999: Taming The Dragon (chino:龍笛)
- 1995: Behind The Mask(chino:東方戀)
- 1994: Flute Traveller
- 1993: Japanese Mysteries –with Hiroki Sakaguchi
- 1990: Tear Of The Sun – with Donald Quan